# SS Panaman
El SS Panaman fue un buque de carga construido en 1913 para la American-Hawaiian Steamship Company. El barco a veces se denominaba incorrectamente SS Panamanian. Durante la Primera Guerra Mundial fue conocido como USAT Panaman en servicio para el Ejército de los Estados Unidos y USS Panaman (ID-3299) en servicio para la Marina de los Estados Unidos. Al final de su carrera fue conocida como SS Marcella por el gobierno italiano.
La Maryland Steel Company la construyó como una de las ocho naves hermanas de la American-Hawaiian Steamship Company, y fue empleada en el servicio inter-costero a través del Istmo de Tehuantepec y el Canal de Panamá después de su apertura. En la Primera Guerra Mundial, el USAT Panaman transportó cargamentos y animales a Francia bajo una carta al Ejército de los Estados Unidos. Cuando fue transferido a la Marina de los EE. UU. En agosto de 1918, USS Panaman continuó con los mismos deberes, pero después del Armisticio del 11 de noviembre de 1918, se convirtió en transporte de tropas y retornó a más de 11,000 soldados estadounidenses de Francia. Regresó a la American-Hawaiian en 1919 y el Panaman reanudó el servicio de carga inter-costera.
Durante la Segunda Guerra Mundial, la War Shipping Administration solicitó al Panaman para navegar inicialmente entre los puertos de Nueva York y el Caribe, pero con dos viajes a puertos africanos combinados. A partir de mediados de 1943, el Panaman viajó desde Nueva York o Boston a puertos del Reino Unido. A fines de 1946, navegaba por el océano Pacífico. En julio de 1947, la American-Hawaiian vendió al Panaman al gobierno italiano. Con el nombre de Marcella en ese momento, fue desechada en septiembre de 1954 en Baltimore.

## Diseño y construcción
En noviembre de 1911, la American-Hawaiian Steamship Company realizó un pedido a la Maryland Steel Company de Sparrows Point, Maryland, para dos nuevos buques de carga: Panaman y Washingtonian. El costo del contrato de los buques se estableció en el coste de construcción más un 8% de ganancia para Maryland Steel, pero con un costo máximo de 640,000 $ cada uno. La construcción fue financiada por Maryland Steel con un plan de crédito que exigía un pago inicial del 5% en efectivo con nueve cuotas mensuales por el saldo. Las disposiciones del acuerdo permitieron que algunas de las nueve cuotas se pudieran convertir en pagarés o hipotecas a más largo plazo. El costo final del Panaman, incluidos los costos de financiamiento, fue de 70.29 $ por tonelada de peso muerto, que alcanzó un poco más de 715,000 $.
Panaman (Maryland Steel yard no. 128), fue el primer barco construido según el contrato. La nave era 6.535 arqueo de registro bruto, y fue de 124,23 m de longitud —entre perpendiculares— y 16,36 m manga. Tenía un tonelaje de peso muerto de 10,175, y sus bodegas, que tenían una capacidad de almacenamiento de 13,939.1 m³, estaban equipadas con una planta de refrigeración completa para que pudiera llevar productos perecederos de la costa oeste. —Como los productos frescos de las granjas del sur de California— a la costa este. El Panaman tenía una única máquina de vapor alimentada por calderas de aceite que impulsaba una hélice de un solo tornillo a una velocidad de 12 nudos (22 km/h).

## Primeros tiempos
Cuando Panamán comenzó a navegar para la American-Hawaiian, la compañía envió cargamentos desde los puertos de la Costa Estea través de la ruta Tehuantepec a los puertos de la Costa Oeste y Hawái, y viceversa. Los embarques en la Ruta Tehuantepec llegaban a los puertos mexicanos, Salina Cruz, Oaxaca, para carga hacia el este, y Coatzacoalcos, Veracruz para cargar hacia el oeste, y atravesaban el istmo de Tehuantepec en el Ferrocarril Nacional de Tehuantepec. Los envíos hacia el este fueron principalmente de azúcar y piña de Hawái, mientras que los cargamentos hacia el oeste fueron de naturaleza más general. El Panaman navegó en este servicio, en el lado oeste de América del Norte.
Después de la ocupación de Veracruz en los Estados Unidos el 21 de abril de 1914 —que encontró seis barcos de la American-Hawaiian en puertos mexicanos—, el gobierno mexicano de Victoriano Huerta cerró el Ferrocarril Nacional de Tehuantepec al transporte marítimo estadounidense. Esta pérdida de acceso, junto con el hecho de que el Canal de Panamá todavía no estaba abierto, hizo que la compañía American-Hawaiian regresara a fines de abril a su histórica ruta de navegación por Sudamérica a través del Estrecho de Magallanes. Con la apertura del Canal de Panamá el 15 de agosto, los barcos de la American-Hawaiian cambiaron para utilizar esa ruta.

Los trabajadores llenan sacos de azúcar en Hawái en la década de 1910. El Panaman fue construido para la American-Hawaiian, en parte, para el comercio del azúcar hawaiano.

En octubre de 1915, los deslizamientos de tierra cerraron el Canal de Panamá y todos los barcos de la American-Hawaiian, incluido el Panaman, volvieron a la ruta del Estrecho de Magallanes. Los movimientos exactos del Panaman desde este momento hasta principios de 1917 no están claros. Pudo haber estado con la mitad de la flota de la American-Hawaiian que fue contratada para el servicio transatlántico. También puede haber estado en el grupo de barcos de esta misma compañía, fletados para el servicio en América del Sur, entregando carbón, gasolina y acero a cambio de café, nitratos, cacao, caucho y mineral de manganeso.

## Primera Guerra Mundial
En algún momento después de que Estados Unidos declarara la guerra al Imperio alemán, el ejército de los Estados Unidos contrató al Panaman para que transportara animales de carga a Europa en apoyo de la Fuerza Expedicionaria Estadounidense. Aunque no hay información sobre la conversión específica del Panamán, en otros barcos, esto significaba que las acomodaciones de los pasajeros tenían que ser arrancadas y reemplazadas por rampas y puestos para los caballos y mulas transportados. Los detalles sobre este barco y sus dos primeros recorridos de transporte con animales no se conocen, pero su tercer viaje comenzó el 1 de abril de 1918, cuando salió de Newport News, Virginia, con 180 animales para Saint-Nazaire. Todos los 180 animales llegaron con buena salud; ninguno murió, se enfermó o resultó herido durante el viaje. Más detalles del Panaman no se conocen al servicio del Ejército.

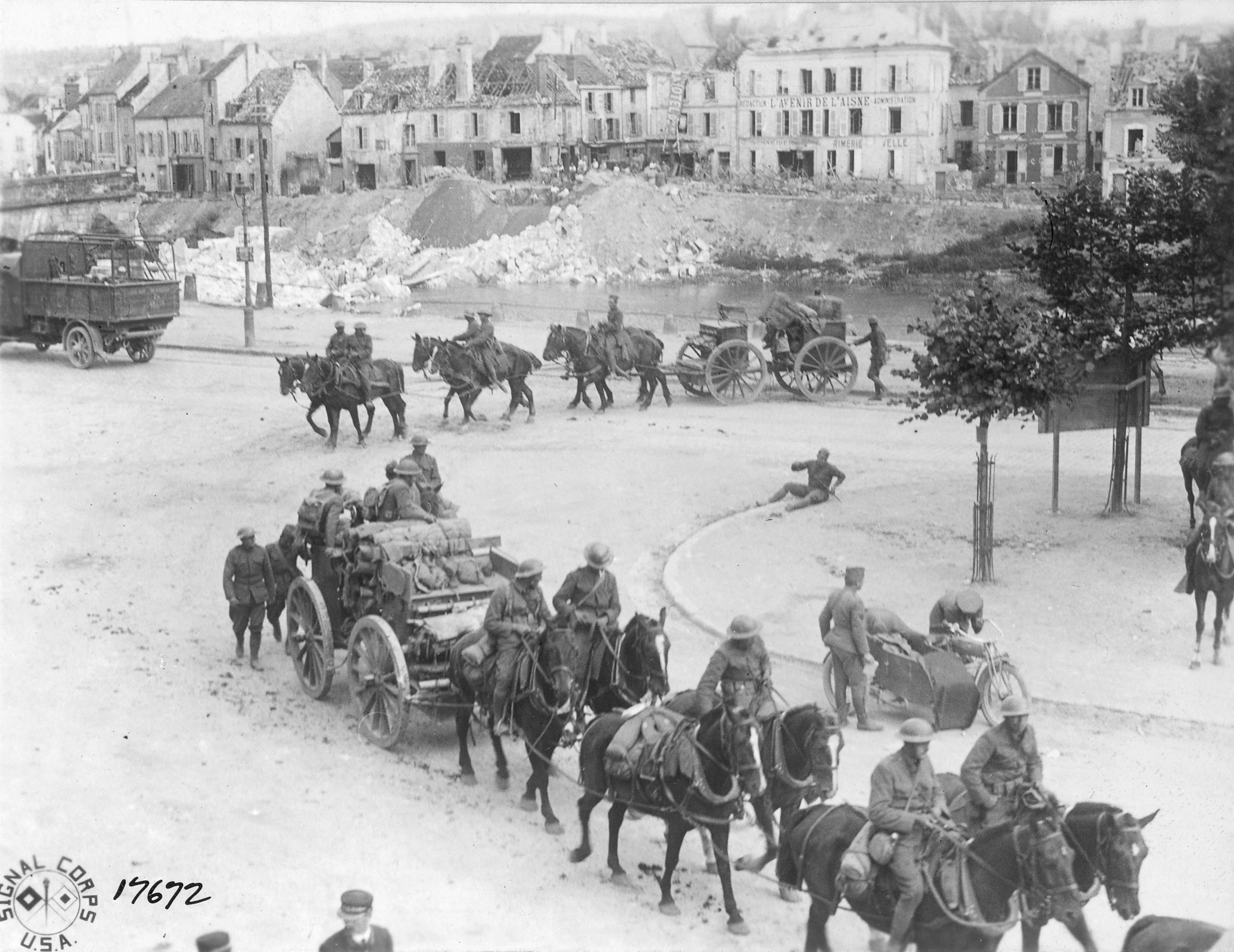
En su servicio en el Ejército de los Estados Unidos, durante la Primera Guerra Mundial, el Panaman transportó caballos para uso de la Fuerza Expedicionaria Americana, como los que se ven aquí con una unidad de artillería de campaña estadounidense en Château-Thierry.

El 12 de agosto, el Panaman fue transferido a la Armada de los Estados Unidos en Nueva York, y el mismo día se le encargó el Servicio de Transporte Naval de Ultramar (NOTS). El Panaman fue cargado con una carga de suministros generales, carne de res y una cubierta de camiones y navegó en un convoy desde Nueva York el 21 de septiembre, llegando a su destino de Saint-Nazaire 6 días después. De vuelta en Nueva York, el 7 de octubre, el Panamán estaba equipado con 821 puestos para caballos, y transportó una carga de caballos, además de otros productos generales, y 78 oficiales y sus hombres. Navegando en su próximo convoy el 19 de octubre, llegó a Burdeos. El 6 de noviembre, cinco días antes delarmisticio del 11 de noviembre de 1918. Después de navegar desde Francia el 16 de noviembre, llegó a Newport News once días después y se sometió a reparaciones.

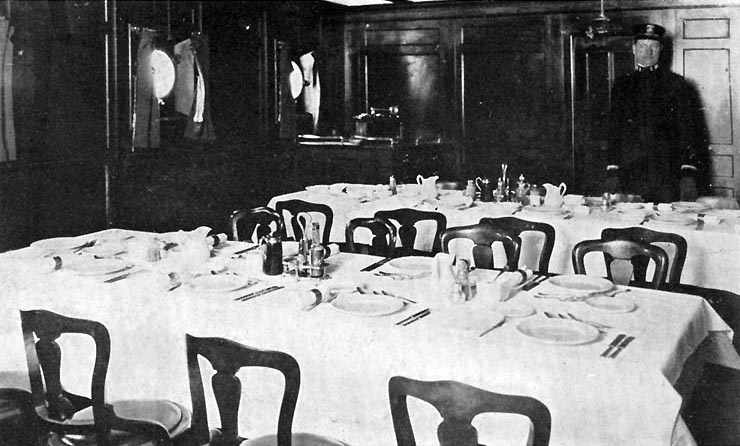
Fotografía de 1919, mientras servía como transporte de tropas. Esta imagen se publicó en 1919 como una de las diez fotografías en una "«Carpeta de recuerdos»" de vistas a bordo de Panaman.

El Panaman navegó el 8 de diciembre a Nueva York, donde la Junta de Inspección le encontró apto para ser convertido en transporte de tropas y lo transfirió del (NOTS) a la unidad de marina Cruiser and Transport Service. Aunque las fuentes no indican modificaciones específicas que sufrió el Panaman, las conversiones típicas para otros barcos incluían la instalación de atraques para tropas y la adición de instalaciones de cocción e inodoros muy ampliadas para servir a la gran cantidad de hombres a bordo. Modificaciones similares se hicieron en la nave hermana del Panaman, el Minnesotan, que tardaron en finalizar tres meses, pero no se sabe cuánto tiempo transcurrió las reparaciones que se llevaron a cabo en el Panaman. Después de su conversión y reparación, hizo seis viajes de ida y vuelta a Francia y transportó a casa a 11,393 empleados estadounidenses. USS Panaman fue dado de baja el 18 de septiembre de 1919 y regresó a la American-Hawaiian el mismo día.

## Entreguerras
Panaman reanudó el servicio de carga con la American-Hawaiian después de su regreso del servicio de la Primera Guerra Mundial. Aunque la compañía había abandonado sus rutas de azúcar hawaianas originales en ese momento, Panaman continuó el servicio inter-costero a través del Canal de Panamá en una carrera relativamente sin incidentes. Las sugerencias sobre los cargamentos que llevó durante este tiempo se pueden extraer de los informes de noticias contemporáneas de Los Angeles Times. En abril de 1923, por ejemplo, el periódico publicó un informe proporcionado por la Cámara de Comercio de Los Ángeles que detallaba el contenido de la carga de 1,202,492 kg que el Panaman había descargado. Los artículos incluían productos como 40,992 kg de tubería de hierro, 33,333 kg de toallas de papel y papel higiénico, y 18,540 kg de maíz enlatado. En junio de 1926, el periódico publicó una fotografía que mostraba la carga de un toro premiado de 1,000 $ que estaba comenzando su viaje desde el puerto de Los Ángeles a la ciudad de Guatemala a bordo de Panaman.
En 1940, Panamán dio la noticia de que once tripulantes se amotinaron, según el capitán del barco. El barco estuvo detenido en San Diego durante 18 horas porque los hombres se negaron a obedecer las órdenes del capitán. Cuando se alcanzó un acuerdo negociado por Harry Lundeberg de la Unión de Marinos del Pacífico, los hombres obedecieron las órdenes de llevar el barco a Los Ángeles, donde la unión intentaría resolver el problema. Pero a su llegada al puerto de Los Ángeles, el barco fue abordado por tres agentes del FBI y dos representantes de la Oficina de Inspección y Navegación Marítima. Después de entrevistar al capitán a puerta cerrada a bordo del barco, el FBI entregó la investigación a la Oficina de Inspección y Navegación Marítima, cuyos dos investigadores llevaron a cabo una audiencia para los once hombres.

## Segunda Guerra Mundial

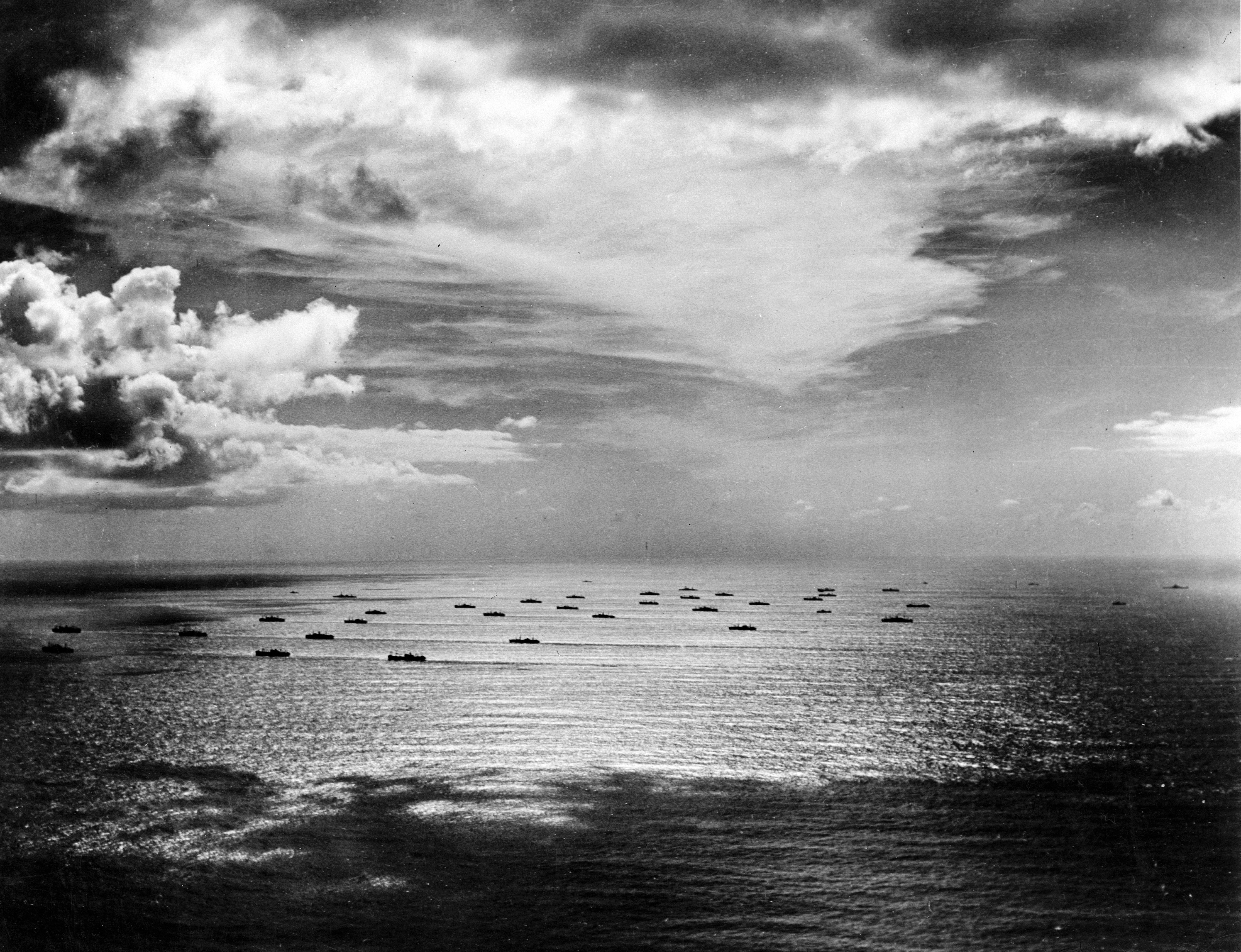
SS Panaman navegó en varios convoyes transatlánticos, como este típico, visto en 1942.

Después de que Estados Unidos entró en la Segunda Guerra Mundial, la Administración de Embarques de Guerra requisó al Panaman y con frecuencia navegaba en convoyes. Aunque los registros completos de sus salidas no están disponibles, los registros parciales indican algunos de los puertos que visitó durante el conflicto y parte de la carga que transportó. Desde agosto de 1942 hasta abril de 1943, Panaman navegó principalmente entre los puertos de Nueva York y el Caribe, visitando Isla Trinidad, Cayo Hueso, Hampton Roads y la Bahía de Guantánamo. Una excepción a este patrón fue en noviembre de 1942 cuando Panaman navegó en un viaje de ida y vuelta a Durban, Sudáfrica, y regresó a través de Salvador (Bahía).
A fines de abril de 1943, Panaman navegó de Hampton Roads a Argel y regresó a la antigua a fines de junio. A partir de julio, navegó desde Boston o Nueva York a Halifax y Liverpool para realizar ocho viajes de ida y vuelta desde entonces hasta octubre de 1944. Panaman también visitó Belfast Lough en marzo de 1944, Falmouth y Bahía del Sena en junio, y Southampton y Belfast Lough nuevamente en julio. En octubre, el Panaman partió de Nueva York a la Bahía de Guantánamo.

## Tiempo final
Después del final de la guerra, la American-Hawaiian continuó operando con el Panaman durante dos años más. En diciembre de 1946, el Chicago Tribune informó que el Panaman se dirigía a Manila con dos hombres enfermos de polio. El artículo de informó que en el barco había muerto un hombre en Saigón a causa de la misma enfermedad dos meses antes. En julio del año siguiente, la compañía vendió el Panaman al gobierno italiano. El barco operó bajo su nuevo nombre de Marcella y permaneció en manos italianas hasta que fue desguazado el 15 de septiembre de 1954 en Baltimore.